# Buwajda Kabira
Buwajda Kabira (arab. بويضة كبيرة) – wieś w Syrii, w muhafazie Aleppo, w dystrykcie Dżabal Siman. W 2004 roku liczyła 86 mieszkańców.